# Temporada 1978-79 de los Washington Bullets
La temporada 1978-79 fue la sexta de los Bullets dentro del área de Washington D. C. y la decimoctava en sus diferentes localizaciones. La temporada regular acabó con 54 victorias y 28 derrotas, ocupando el primer puesto de la Conferencia Este, alcanzando los playoffs, en los que acabaron siendo los subcampeones tras caer ante Seattle SuperSonics en las Finales, en una repetición de la final del año anterior.

## Elecciones en elDraft
| Ronda | Puesto | Jugador         | Posición  | Nacionalidad   | Universidad |
| ----- | ------ | --------------- | --------- | -------------- | ----------- |
| 1     | 14     | Roger Phegley   | Escolta   | Estados Unidos | Bradley     |
| 1     | 18     | Dave Corzine    | Pívot     | Estados Unidos | DePaul      |
| 4     | 81     | Lawrence Boston | Ala-Pívot | Estados Unidos | Maryland    |

## Temporada regular
| División Central     | División Central | División Central | División Central | División Central | División Central | División Central | División Central | División Central |
| Equipo               | G                | P                | %                | PD               | Casa             | Fuera            | Div              |                  |
| -------------------- | ---------------- | ---------------- | ---------------- | ---------------- | ---------------- | ---------------- | ---------------- | ---------------- |
| y-Washington Bullets | 54               | 28               | .659             | –                | 31–10            | 23–18            | 11–5             |                  |
| x-Philadelphia 76ers | 47               | 35               | .573             | 7                | 31–10            | 16–25            | 9–7              |                  |
| x-New Jersey Nets    | 37               | 45               | .451             | 17               | 25–16            | 12–29            | 7–9              |                  |
| New York Knicks      | 31               | 51               | .378             | 23               | 23–18            | 8–33             | 7–9              |                  |
| Boston Celtics       | 29               | 53               | .354             | 25               | 21–20            | 8–33             | 6–10             |                  |

## Playoffs

### Semifinales de Conferencia
Washington Bullets vs. Atlanta Hawks
| Fecha       | Partido                                   | Ciudad   |
| ----------- | ----------------------------------------- | -------- |
| 15 de abril | Washington Bullets 103, Atlanta Hawks 89  | Landover |
| 17 de abril | Washington Bullets 99, Atlanta Hawks 107  | Landover |
| 20 de abril | Atlanta Hawks 77, Washington Bullets 89   | Atlanta  |
| 22 de abril | Atlanta Hawks 118, Washington Bullets 120 | Atlanta  |
| 24 de abril | Washington Bullets 103, Atlanta Hawks 107 | Landover |
| 26 de abril | Atlanta Hawks 104, Washington Bullets 86  | Atlanta  |
| 29 de abril | Washington Bullets 100, Atlanta Hawks 94  | Landover |
|             | Washington Bullets gana las series 4-3    |          |

### Finales de Conferencia
Washington Bullets  vs. San Antonio Spurs
| Fecha      | Partido                                       | Ciudad      |
| ---------- | --------------------------------------------- | ----------- |
| 4 de mayo  | Washington Bullets 97, San Antonio Spurs 118  | Landover    |
| 6 de mayo  | Washington Bullets 115, San Antonio Spurs 95  | Landover    |
| 9 de mayo  | San Antonio Spurs 116, Washington Bullets 114 | San Antonio |
| 11 de mayo | San Antonio Spurs 118, Washington Bullets 102 | San Antonio |
| 13 de mayo | Washington Bullets 107, San Antonio Spurs 103 | Landover    |
| 16 de mayo | San Antonio Spurs 100, Washington Bullets 108 | San Antonio |
| 18 de mayo | Washington Bullets 107, San Antonio Spurs 105 | Landover    |
|            | Washington Bullets gana las series 4-3        |             |

### Finales de la NBA
Washington Bullets vs. Seattle SuperSonics
| Fecha      | Partido                                         | Ciudad   |
| ---------- | ----------------------------------------------- | -------- |
| 20 de mayo | Washington Bullets 99, Seattle SuperSonics 97   | Landover |
| 24 de mayo | Washington Bullets 82, Seattle SuperSonics 92   | Landover |
| 27 de mayo | Seattle SuperSonics 105, Washington Bullets 95  | Seattle  |
| 29 de mayo | Seattle SuperSonics 114, Washington Bullets 112 | Seattle  |
| 1 de junio | Washington Bullets 93, Seattle SuperSonics 97   | Landover |
|            | Seattle gana las finales 4-1                    |          |

## Estadísticas
| Rk | Jugador         | Edad | P  | PT | MP   | TC  | TCI  | %TC  | TL  | TLI | %TL  | RO  | RD  | RT   | AS  | RB  | TAP | BP  | FP  | PTS  |
| -- | --------------- | ---- | -- | -- | ---- | --- | ---- | ---- | --- | --- | ---- | --- | --- | ---- | --- | --- | --- | --- | --- | ---- |
| 1  | Elvin Hayes     | 33   | 82 |    | 37.9 | 8.8 | 18.0 | .487 | 4.3 | 6.5 | .654 | 3.8 | 8.3 | 12.1 | 1.7 | 0.9 | 2.3 | 2.9 | 3.8 | 21.8 |
| 2  | Bob Dandridge   | 31   | 78 |    | 33.7 | 8.1 | 16.2 | .499 | 4.2 | 5.1 | .825 | 1.4 | 4.3 | 5.7  | 4.7 | 0.9 | 0.7 | 2.8 | 3.3 | 20.4 |
| 3  | Wes Unseld      | 32   | 77 |    | 31.2 | 4.5 | 7.8  | .577 | 2.0 | 3.1 | .643 | 3.6 | 7.2 | 10.8 | 4.1 | 0.9 | 0.5 | 2.0 | 2.6 | 10.9 |
| 4  | Tom Henderson   | 27   | 70 |    | 29.7 | 4.3 | 9.2  | .466 | 2.2 | 2.8 | .800 | 0.7 | 1.6 | 2.3  | 6.0 | 1.2 | 0.1 | 2.1 | 1.8 | 10.8 |
| 5  | Kevin Grevey    | 25   | 65 |    | 28.6 | 6.4 | 14.2 | .453 | 2.7 | 3.4 | .772 | 1.4 | 2.2 | 3.6  | 2.4 | 0.7 | 0.2 | 1.8 | 2.4 | 15.5 |
| 6  | Mitch Kupchak   | 24   | 66 |    | 24.3 | 5.6 | 10.4 | .539 | 3.4 | 4.5 | .743 | 2.3 | 4.2 | 6.5  | 1.3 | 0.3 | 0.3 | 1.8 | 2.1 | 14.6 |
| 7  | Larry Wright    | 24   | 73 |    | 22.7 | 3.8 | 8.1  | .469 | 1.7 | 2.3 | .744 | 0.7 | 1.3 | 1.9  | 4.1 | 0.9 | 0.2 | 1.6 | 2.3 | 9.3  |
| 8  | Charles Johnson | 29   | 82 |    | 22.2 | 4.2 | 9.6  | .435 | 0.8 | 1.0 | .848 | 0.9 | 1.6 | 2.5  | 2.2 | 1.2 | 0.1 | 1.1 | 2.0 | 9.2  |
| 9  | Greg Ballard    | 24   | 82 |    | 18.9 | 3.2 | 6.8  | .465 | 1.5 | 2.1 | .692 | 1.7 | 3.7 | 5.5  | 1.4 | 0.7 | 0.4 | 1.2 | 2.0 | 7.8  |
| 10 | Phil Chenier    | 28   | 27 |    | 14.3 | 2.6 | 5.9  | .437 | 0.7 | 1.0 | .643 | 0.1 | 0.6 | 0.7  | 1.1 | 0.1 | 0.2 | 1.1 | 1.0 | 5.8  |
| 11 | Dave Corzine    | 22   | 59 |    | 9.0  | 1.1 | 2.0  | .534 | 0.8 | 1.1 | .778 | 0.9 | 1.6 | 2.5  | 0.8 | 0.2 | 0.2 | 0.9 | 1.1 | 3.0  |
| 12 | Roger Phegley   | 22   | 29 |    | 5.3  | 1.0 | 2.7  | .359 | 0.8 | 1.0 | .828 | 0.2 | 0.6 | 0.8  | 0.5 | 0.2 | 0.1 | 0.6 | 0.7 | 2.8  |

## Galardones y récords
| Jugador       | Galardón                                                                 |
| Elvin Hayes   | Mejor quinteto de la NBA All-Star                                        |
| Bob Dandridge | 2.º Mejor quinteto de la NBA Mejor quinteto defensivo de la NBA All-Star |
| Bob Ferry     | Ejecutivo del Año de la NBA                                              |